# Ligue de hockey junior AAA du Québec
Ligue de hockey junior AAA du Québec, LHJAAAQ, är en juniorishockeyliga som är baserat i den kanadensiska provinsen Québec. Den är för manliga ishockeyspelare som är mellan 16 och 20 år gamla. Ligan är sanktionerad av både Hockey Canada och Hockey Québec.
LHJAAAQ grundades 1988. 2014 valde de att ta bort AAA i liganamnet, det höll dock bara två år innan de tog tillbaka det.

## Lagen

### Nuvarande
Källa: 
| Division Alexandre Burrows - Arctic de Montréal-Nord - Cobras de Terrebonne - Flames de Gatineau - Prédateurs de St-Gabriel-de-Brandon - Panthères de Saint-Jérôme - Rangers de Montréal-Est | Division Martin St-Louis - Braves de Valleyfield - Collège Français de Longueuil - Everest de la Côte-du-Sud - Forts de Chambly - Inouk de Granby - Révolution du Lac St-Louis - Titan de Princeville |

### Tidigare
Ett urval av lag som har tidigare spelat i LHJAAAQ.
| - Action de Joliette - Arctic de St-Léonard - Assurexperts de Louisville - Assurexperts de Québec - Beaucerons de Ste-Marie - Castors de Buckingham - Chevaliers de Saint-Jean - Cobras de la Plaine - Cobras de Laval-Bourassa - Cobras de Montréal-Nord - Collège Champlain de Sherbrooke - Collège Laflèche de Trois-Rivières - Condors de Kahnawake - Cougars de Lennoxville - Cyclones de LaSalle - Dragons de Saint-Hyacinthe - Élans de Charlesbourg - Élites de Châteauguay - Elites de Valleyfield - Éperviers de Contrecœur - Eskimod de Cowansville - Express de Montréal-Nord - Express de Saint-Léonard - Extreme D'Aylmer - Filons de Thetford Mines - Frontaliers de Coaticook - Gladiateurs de Saint-Eustache - Gladiateurs de Therese-de-Blainville - Husky de Cowansville - Jeunes Sportifs de Hochelaga | - Junior de Montréal - Kingsey de Warwick - Lauréats de Saint-Hyacinthe - Lions de Pierrefonds - Lions du Collège St-Lawrence de Québec - Maroons de Lachine - Métro de Québec - Montagnards de Saint-Gabriel-de-Brandon - Montagnards de Sainte-Agathe - Multiconcessionnaire de St-Félicien-Dolbeau-Mistassini - Mustangs de l’Ile Perrot - Mustangs de Vaudreuil - Mustangs de Vaudreuil-Dorion - National de Joliette - Nordiques du Cegep Sainte-Thérèse - Olympiques de Montréal - Olympiques de Repentigny - Patriotes de Cowansville - Patriotes de Sainte-Eustache - Rapidos de St-Antoine - Révolution de St-Lazare - Riverains de Loretteville - Rousseau-Sports Junior AAA de Laval - Sieurs de Longueuil - Sieurs du Collège Français de Longueuil - Spatial de St-Hubert - Titan de Laval - Titan du Collège Laflèche - Toros de St-Hyacinthe - Traffic de Joliette |

## Mästare
Samtliga lag som har vunnit la Coupe NAPA som ges ut till det vinnande laget av LHJAAAQ:s slutspel.
| - 1988–1989: Sieurs de Longueuil - 1989–1990: Collège Français de Longueuil - 1990–1991: Olympiques de Montréal - 1991–1992: National de Joliette - 1992–1993: Élites de Châteauguay - 1993–1994: Élites de Châteauguay - 1994–1995: National de Joliette - 1995–1996: Éperviers de Contrecœur - 1996–1997: Collège Français de Longueuil - 1997–1998: Frontaliers de Coaticook - 1998–1999: Braves de Valleyfield - 1999–2000: Frontaliers de Coaticook - 2000–2001: Panthères de Saint-Jérôme - 2001–2002: Braves de Valleyfield - 2002–2003: Cougars de Lennoxville | - 2003–2004: Braves de Valleyfield - 2004–2005: Mustangs de Vaudreuil - 2005–2006: Action de Joliette - 2006–2007: Action de Joliette - 2007–2008: Cougars de Sherbrooke - 2008–2009: Cougars de Sherbrooke - 2009–2010: Cobras de Terrebonne - 2010–2011: Collège Français de Longueuil - 2011–2012: Titan de Princeville - 2012–2013: Collège Français de Longueuil - 2013–2014: Inouk de Granby - 2014–2015: Collège Français de Longueuil - 2015–2016: Collège Français de Longueuil - 2016–2017: Cobras de Terrebonne - 2017–2018: Collège Français de Longueuil |

## Spelare

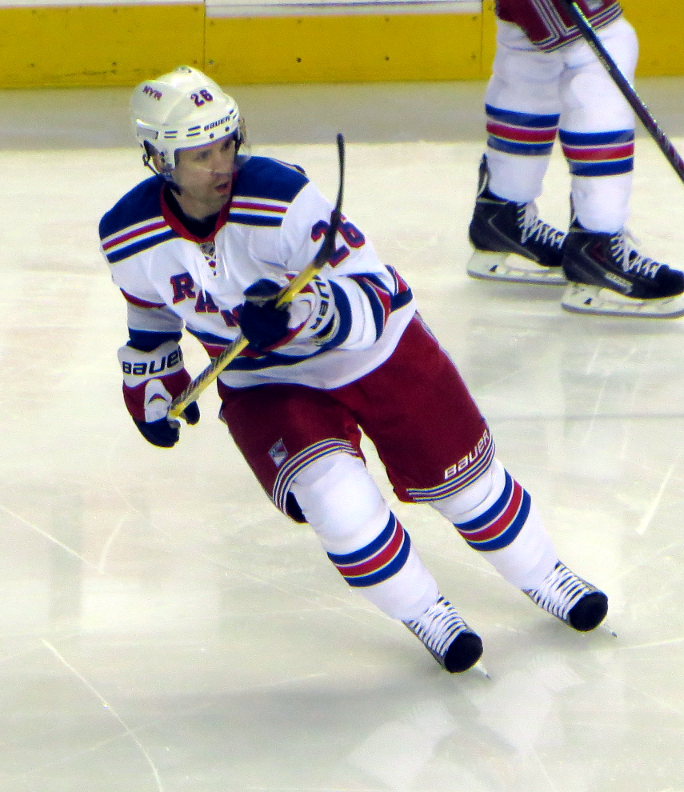
Martin St. Louis.

Ett urval av ishockeyspelare som har spelat en del av sina ungdomsår i LHJAAAQ.
| Målvakter - Patrick Lalime | Backar | Forwards - Alexandre Burrows - Nicolas Deslauriers - Alexandre Grenier - Pierre-Cédric Labrie - Antoine Laganière - Éric Perrin - David Perron - Nicolas Roy - Pierre Sévigny - Martin St. Louis |